# Saint-Julien-de-Mailloc
Saint-Julien-de-Mailloc é uma ex-comuna francesa na região administrativa da Normandia, no departamento de Calvados. Estendeu-se por uma área de 6,23 km². Em 2010 a comuna tinha 495 habitantes (densidade: 79,5 hab./km²).
Em 1 de janeiro de 2016 foi fundida com as comunas de La Chapelle-Yvon, Saint-Cyr-du-Ronceray, Saint-Pierre-de-Mailloc e Tordouet para a criação da nova comuna de Valorbiquet.